# Tetragnatha conica
Tetragnatha conica este o specie de păianjeni din genul Tetragnatha, familia Tetragnathidae, descrisă de Grube, 1861. Conform Catalogue of Life specia Tetragnatha conica nu are subspecii cunoscute.